# 奥屯襄
奥屯襄（12世纪？—1215年），本名添寿，金朝将领，姓奥屯，女真族，上京路（治今黑龙江省哈尔滨市阿城区白城子）人。
大定十年（1170年）袭猛安。因通晓边事，被丞相完顏襄举荐为崇义军节度副使，改乌古里乣详稳。召入京城为都水少监，出任石州刺史。后来擢升为平南荡江将军，又以功历任寿州防御使，河南路副统军兼同知归德府事、昌武军节度使。崇庆元年（1212年），为元帅左都监，援救西京（今山西大同），领兵至墨谷口，为蒙古军所败，全军覆没，仅以身免，因罪除名。崇庆二年（1213年），授上京兵马使。贞祐元年（1213年），金宣宗即位，擢升为辽东路宣抚副使。不久，改为速频路节度使，兼同知上京留守事。贞祐二年（1214年），任元帅右都监，行元帅府事于北京（今内蒙古宁城西南大明城）。五月，改任留守，升为宣抚使兼留守。奉诏与蒲鲜万奴等协力备御上京、辽东等地。贞祐三年（1215年），被北京宣差提控完颜习烈所杀害。